# ФК Вентспилс
ФК „Вентспилс“ е латвийски футболен отбор от град Вентспилс. Тимът е един от най-популярните футболни отбори в Латвия. Отборът се състезава на най-високото ниво на латвийския клубен футбол – Вирслигата.
Като цяло, тимът е печелил 6 пъти титлата на страната и 7 пъти купата на Латвия. През 2009 г. ФК „Вентспилс“ става първият латвийски футболен отбор участвал в групите на турнир организиран от УЕФА. Тимът участва в групите на Лига Европа след като на плейоф побеждава беларуския БАТЕ Борисов.

## История

### Създаването
ФК „Вентспилс“ е създаден през февруари 1997 г. със сливането на два бивши футболни клуба от град Вентспилс – ФК „Вента“ и ФК „Нафта“. ФК „Вента“ е един от водещите тимове в Латвия през 60-те години на ХХ век.

### Титли
През февруари 2007 града празнува 10 години от създаването на ФК „Вентспилс“. За такъв кратък период клубът става един от най-силните и титулувани отбори в латвийското първенство. От 2003 до 2005 г. ФК „Вентспилс“ печели три пъти поред купата на Латвия. След като печели многократно бронзовите и сребърните медали на латвийската Вирслига, през 2006 г. клубът най-накрая става шампион на страната. Човекът, който извежда ФК „Вентспилс“ до тези отличия е Роман Григорчук – украински специалист.

### Европа
Въпреки че ФК „Вентспилс“ е сравнително нов отбор, тимът има интересна история в европейските клубни турнири. Дебюотът на клуба е в турнира на УЕФА – Купа Интертото. ФК „Вентспилс“ играе срещу норвежкия Волеренга и успява да го отстрани след повече голове на чужд терен. По-късно тимът участва и в турнира за Купата на УЕФА, което позволява на местните фенове да видят далеч по-сериозни отбори като ФФБ Щутгарт, Русенборг БК, Брьонбю ИФ, ФК Нюкасъл Юнайтед. Равенството като гост на Нюкасъл Юнайтед 0:0 се приема като най-добрия резултат в историята на клуба, поне до 2009 г. Все пак по-запомнящи се са мачовете с Брьонбю ИФ, когато през 2004 г. ФК „Вентспилс“ успява да отстрани датския клуб от евротурнирите.
През 2007 клубът прави своя дебют в Шампионската лига на УЕФА. Жребият отрежда на отбора на Роман Григорчук да играе срещу уелския ТНС. ФК „Вентспилс“ успява да отстрани уелсците и в следващия етап на надпреварата се изправя срещу австрийския Ред Бул (Залцбург). Австрийците се оказват непреодолима пречка и ФК „Вентспилс“ отпада. Все пак отборът прави паметен сезон – дебютира в Шампионската лига и печели първата си победа – срещу ТНС.
През сезон 2009/2010 г. ФК „Вентспилс“ отново участва в Шампионската лига като отстранява Ф91 Дюделанж и БАТЕ Борисов. Впоследствие губи плейофа срещу ФК Цюрих, но си е осигурил участие в групите на Лига Европа, като по този начин става първият латвийски отбор, играл в групите на евротурнирите. В груповата фаза се изправя срещу Спортинг Лисабон, Херта Берлин и Хееренвеен като тимът постига престижни равенства и с трите отбора, но не продължава напред в турнира.

## Успехи

### Национални
- Вирслига
  -  Шампион (6): 2006, 2007, 2008, 2011, 2013, 2014
  -  Вицешампион (6): 2000, 2001, 2002, 2009, 2010, 2018
  -  Бронзов медал (8): 1998, 1999, 2003, 2004, 2005, 2012, 2015, 2016
- Купа на Латвия
  -  Носител (7): 2003, 2004, 2005, 2007, 2011, 2013, 2017
  -  Финалист (3): 2008, 2015, 2018

### Международни
- Купа на Ливония
  -  Носител (1): 2008
- Балтийска лига
  -  Шампион (1): 2010
  -  Вицешампион (2): 2007, 2011
- Купа на общността
  -  Финалист (1): 2007

## Настоящ състав за сезон 2011 – 2012
Какъвто е към дата 31 януари 2012
| Вратари | Вратари           |
| ------- | ----------------- |
| 1       | Александър Власов |
| 30      | Валентин Ралкевич |

| Защитници | Защитници          |
| --------- | ------------------ |
| 12        | Игор Савченков     |
| 4         | Евгени Постников   |
| 26        | Владислав Габов    |
| 23        | Владимир Беспалов  |
| 82        | Михаил Будяутдинов |
| 3         | Антон Куракин      |

| Полузащитници | Полузащитници     |
| ------------- | ----------------- |
| 7             | Николай Козачук   |
| 14            | Олег Лайзан       |
| 10            | Олег Жаткин       |
| 5             | Евгени Космачев   |
| 20            | Роман Беспалов    |
| 8             | Майкъл Тукура     |
| 17            | Едуард Сукханов   |
| 27            | Висвалдис Игнатан |

| Нападатели | Нападатели        |
| ---------- | ----------------- |
| 29         | Вадим Янчук       |
| 15         | Федерико Мартинес |
| 9          | Едуард Вишняков   |
| 22         | Ахмед Абдултаофик |

## Европейска статистика
| Сезон   | Турнир          | Кръг         | Противник | Противник         | Домакинство | Гостуване       | Общ резултат |
| ------- | --------------- | ------------ | --------- | ----------------- | ----------- | --------------- | ------------ |
| 1999    | Интертото Къп   | 1-ви         |           | Волеренга         | 2:0         | 0:1             | 2:1          |
| 1999    | Интертото Къп   | 2-ри         |           | Коджаелиспор      | 1:1         | 0:2             | 1:3          |
| 2000/01 | Купа на УЕФА    | Квалиф.      |           | Вашаш             | 2:1         | 1:3 (сл. прод.) | 3:4          |
| 2001/02 | Купа на УЕФА    | Квалиф.      |           | ХЯК Хелзинки      | 0:1         | 1:2             | 1:3          |
| 2002/03 | Купа на УЕФА    | Квалиф.      |           | Лугано            | 3:0         | 0:1             | 3:1          |
| 2002/03 | Купа на УЕФА    | 1-ви         |           | Щутгарт           | 1:4         | 1:4             | 2:8          |
| 2003/04 | Купа на УЕФА    | Квалиф.      |           | Висла (Плоцк)     | 1:1         | 2:2             | 3:3          |
| 2003/04 | Купа на УЕФА    | 1-ви         |           | Русенборг         | 1:4         | 0:6             | 1:10         |
| 2004/05 | Купа на УЕФА    | 1-ви квалиф. |           | Б68 Тофтир        | 8:0         | 3:0             | 11:0         |
| 2004/05 | Купа на УЕФА    | 2-ри квалиф. |           | Брьонбю           | 0:0         | 1:1             | 1:1          |
| 2004/05 | Купа на УЕФА    | 1-ви         |           | Амика (Вронки)    | 1:1         | 0:1             | 1:2          |
| 2005/06 | Купа на УЕФА    | 1-ви квалиф. |           | Линфийлд          | 1:2         | 1:0             | 2:2          |
| 2006/07 | Купа на УЕФА    | 1-ви квалиф. |           | Викингур          | 2:1         | 2:0             | 4:1          |
| 2006/07 | Купа на УЕФА    | 2-ри квалиф. |           | Нюкасъл Юнайтед   | 0:1         | 0:0             | 0:1          |
| 2007/08 | Шампионска лига | 1-ви квалиф. |           | Дъ Ню Сейнтс      | 2:1         | 2:3             | 4:4          |
| 2007/08 | Шампионска лига | 2-ри квалиф. |           | Ред Бул Залцбург  | 0:3         | 0:4             | 0:7          |
| 2008/09 | Шампионска лига | 1-ви квалиф. |           | Ланели            | 4:0         | 0:1             | 4:1          |
| 2008/09 | Шампионска лига | 2-ри квалиф. |           | Бран              | 2:1         | 0:1             | 2:2          |
| 2009/10 | Шампионска лига | 2-ри квалиф. |           | Ф91 Дюделанж      | 3:0         | 3:1             | 6:1          |
| 2009/10 | Шампионска лига | 3-ти квалиф. |           | БАТЕ              | 1:0         | 1:2             | 2:2          |
| 2009/10 | Шампионска лига | Плейоф       |           | Цюрих             | 0:3         | 1:2             | 1:5          |
| 2009/10 | Лига Европа     | Група D      |           | Херта Берлин      | 0:1         | 1:1             | 4-то място   |
| 2009/10 | Лига Европа     | Група D      |           | Херенвен          | 0:0         | 0:5             | 4-то място   |
| 2009/10 | Лига Европа     | Група D      |           | Спортинг Лисабон  | 1:2         | 1:1             | 4-то място   |
| 2010/11 | Лига Европа     | 1-ви квалиф. |           | Тетекс            | 0:0         | 1:3             | 1:3          |
| 2011/12 | Лига Европа     | 2-ри квалиф. |           | Шахтьор Солигорск | 3:2         | 1:0             | 4:2          |
| 2011/12 | Лига Европа     | 3-ти квалиф. |           | Цървена звезда    | 1:2         | 0:7             | 1:9          |
| 2012/13 | Шампионска лига | 2-ри квалиф. |           | Молде             | 1:1         | 0:3             | 1:4          |

## Български футболисти
- Господин Господинов: 2002 - (11 мача - 1 гол)